# Unione Sportiva Triestina Calcio 1989-1990
Questa pagina raccoglie le informazioni riguardanti l'Unione Sportiva Triestina Calcio nelle competizioni ufficiali della stagione 1989-1990.

## Stagione
Nella stagione 1989-1990 la Triestina neopromossa in Serie B ottiene con 35 punti il tredicesimo posto, sempre affidata al tecnico che l'ha riportata tra i cadetti Marino Lombardo. L'inizio del torneo è discreto, ma nonostante questo, a fine novembre, dopo la sconfitta interna (1-3) con l'Ancona, è stato deciso di esonerare il tecnico e di affidare la squadra alabardata a Massimo Giacomini. Il girone di andata è stato chiuso con 21 punti in settima posizione, ma il girone di ritorno ha riservato poche soddisfazioni, centrando senza troppi patemi l'obiettivo di mantenere la nuova categoria. Con 7 reti il miglior marcatore è stato il centrocampista Giuseppe Catalano delle quali 4 su calcio di rigore, le punte Franco Lerda ne ha segnate 6, mentre 5 reti è stato il bottino di Maurizio Trombetta. Nella Coppa Italia da questa stagione ad eliminazione diretta, la Triestina esce al primo turno perdendo (2-0) a Bologna.

## Rosa
| N. |                   | Ruolo | Calciatore          |
| -- | ----------------- | ----- | ------------------- |
|    | Italia (bandiera) | P     | Enzo Biato          |
|    | Italia (bandiera) | C     | Stefano Butti       |
|    | Italia (bandiera) | C     | Giuseppe Catalano   |
|    | Italia (bandiera) | D     | Ersilio Cerone      |
|    | Italia (bandiera) | D     | Angelo Consagra     |
|    | Italia (bandiera) | D     | Maurizio Costantini |
|    | Italia (bandiera) | C     | Sandro Danelutti    |
|    | Italia (bandiera) | D     | Andrea Di Rosa      |
|    | Italia (bandiera) | D     | Davide Drioli       |
|    | Italia (bandiera) | C     | Massimo Dussoni     |
|    | Italia (bandiera) | P     | Rino Gandini        |

| N. |                   | Ruolo | Calciatore          |
| -- | ----------------- | ----- | ------------------- |
|    | Italia (bandiera) | C     | Domenico Giacomarro |
|    | Italia (bandiera) | C     | Roberto Lenarduzzi  |
|    | Italia (bandiera) | A     | Franco Lerda        |
|    | Italia (bandiera) | D     | Fabio Marangon      |
|    | Italia (bandiera) | C     | Giorgio Papais      |
|    | Italia (bandiera) | D     | Walter Pasqualini   |
|    | Italia (bandiera) | D     | Cleto Polonia       |
|    | Italia (bandiera) | C     | Giuseppe Romano     |
|    | Italia (bandiera) | A     | Roberto Russo       |
|    | Italia (bandiera) | C     | Antonio Terracciano |
|    | Italia (bandiera) | A     | Maurizio Trombetta  |

## Risultati

### Campionato

#### Girone di andata
| Arbitro: | Cinciripini (Ascoli Piceno) |

|                                |           |             |
| Russo 32’ T. Napoli 67’ (aut.) | Marcatori | 34’ La Rosa |

| Arbitro: | Iori (Parma) |

|                     |           |  |
| Edi Bivi 90’ (rig.) | Marcatori |  |

| Arbitro: | Cafaro (Grosseto) |

|  |           |                                    |
|  | Marcatori | 42’, 68’ Signori 47’ (rig.) Barone |

| Arbitro: | Lombardi (La Spezia) |

|             |           |           |
| Criniti 48’ | Marcatori | 60’ Russo |

| Arbitro: | Cardona (Milano) |

|                                             |           |  |
| Gabriele 60’ (rig.) Silenzi 78’, 90’ (rig.) | Marcatori |  |

| Arbitro: | Dal Forno (Ivrea) |

|           |           |  |
| Lerda 34’ | Marcatori |  |

| Pisa 8 ottobre 1989 7ª giornata | Pisa               | 0 – 0 | Triestina | Stadio Arena Garibaldi\| Arbitro: \| Bizzarri (Ferrara) \| |
| Arbitro:                        | Bizzarri (Ferrara) |       |           |                                                            |

| Trieste 15 ottobre 1989 8ª giornata | Triestina       | 0 – 0 | Messina | Stadio Giuseppe Grezar\| Arbitro: \| Boggi (Salerno) \| |
| Arbitro:                            | Boggi (Salerno) |       |         |                                                         |

| Barletta 22 ottobre 1989 9ª giornata | Barletta        | 0 – 0 | Triestina | Stadio Comunale\| Arbitro: \| Fucci (Salerno) \| |
| Arbitro:                             | Fucci (Salerno) |       |           |                                                  |

| Arbitro: | Ceccarini (Livorno) |

|                              |           |  |
| Costantini 40’ Danelutti 85’ | Marcatori |  |

| Arbitro: | Guidi (Bologna) |

|                         |           |  |
| Traini 67’ Ferretti 80’ | Marcatori |  |

| Arbitro: | Monni (Sassari) |

|                            |           |  |
| Catalano 30’ Trombetta 89’ | Marcatori |  |

| Parma 19 novembre 1989 13ª giornata | Parma               | 0 – 0 | Triestina | Stadio Ennio Tardini\| Arbitro: \| Scaramuzza (Mestre) \| |
| Arbitro:                            | Scaramuzza (Mestre) |       |           |                                                           |

| Arbitro: | Piana (Modena) |

|            |           |                             |
| Cerone 68’ | Marcatori | 5’ Messersì 10’, 48’ Ciocci |

| Arbitro: | Quartuccio (Torre Annunziata) |

|           |           |                     |
| Skoro 43’ | Marcatori | 41’ (rig.) Catalano |

| Arbitro: | Dal Forno (Ivrea) |

|                        |           |  |
| Lerda 40’ Consagra 51’ | Marcatori |  |

| Arbitro: | Ceccarini (Livorno) |

|                   |           |                          |
| Milton 56’ (rig.) | Marcatori | 45’ Trombetta 63’ Papais |

| Arbitro: | Trentalange (Torino) |

|                     |           |  |
| Catalano 17’ (rig.) | Marcatori |  |

| Arbitro: | Bruni (Arezzo) |

|              |           |              |
| Galeazzi 37’ | Marcatori | 50’ Catalano |

#### Girone di ritorno
| Arbitro: | Rosica (Roma) |

|             |           |  |
| La Rosa 48’ | Marcatori |  |

| Arbitro: | Fucci (Salerno) |

|                                      |           |           |
| Rossi 10’ (aut.) Catalano 33’ (rig.) | Marcatori | 71’ Saini |

| Arbitro: | Guidi (Bologna) |

|                                        |           |                        |
| Barone 11’ (rig.) List 38’ Miranda 61’ | Marcatori | 84’ Consagra 90’ Lerda |

| Trieste 11 febbraio 1990 23ª giornata | Triestina       | 0 – 0 | Catanzaro | Stadio Giuseppe Grezar\| Arbitro: \| Monni (Sassari) \| |
| Arbitro:                              | Monni (Sassari) |       |           |                                                         |

| Trieste 18 febbraio 1990 24ª giornata | Triestina           | 0 – 0 | Reggiana | Stadio Giuseppe Grezar\| Arbitro: \| Scaramuzza (Mestre) \| |
| Arbitro:                              | Scaramuzza (Mestre) |       |          |                                                             |

| Arbitro: | Cafaro (Grosseto) |

|                   |           |              |
| Baiano 36’ (rig.) | Marcatori | 74’ Consagra |

| Arbitro: | Di Cola (Avezzano) |

|                      |           |                           |
| Russo 45’ Cerone 81’ | Marcatori | 77’ Cuoghi 88’ Piovanelli |

| Arbitro: | Merlino (Torre del Greco) |

|            |           |  |
| Protti 83’ | Marcatori |  |

| Arbitro: | Cinciripini (Ascoli Piceno) |

|                            |           |                        |
| Catalano 19’ Trombetta 75’ | Marcatori | 27’ Pedone 64’ Pirozzi |

| Arbitro: | Nicchi (Arezzo) |

|             |           |              |
| Maniero 45’ | Marcatori | 8’ Trombetta |

| Arbitro: | Boggi (Salerno) |

|                         |           |             |
| Lerda 34’ Trombetta 44’ | Marcatori | 56’ Rizzolo |

| Arbitro: | Bruni (Arezzo) |

|               |           |  |
| Altobelli 72’ | Marcatori |  |

| Arbitro: | Merlino (Torre del Greco) |

|  |           |                               |
|  | Marcatori | 25’ (aut.) Cerone 44’ Orlando |

| Ancona 29 aprile 1990 33ª giornata | Ancona              | 0 – 0 | Triestina | Stadio Dorico\| Arbitro: \| Scaramuzza (Mestre) \| |
| Arbitro:                           | Scaramuzza (Mestre) |       |           |                                                    |

| Arbitro: | Amendolia (Messina) |

|                             |           |                                |
| Catalano 17’ Lerda 27’, 38’ | Marcatori | 37’, 63’ Lentini 44’ F. Romano |

| Arbitro: | Merlino (Torre del Greco) |

|                                  |           |              |
| Mariotto 12’ Paciocco 75’ (rig.) | Marcatori | 38’ Consagra |

| Arbitro: | Bizzarri (Ferrara) |

|  |           |                    |
|  | Marcatori | 46’, 67’ Ferazzoli |

| Arbitro: | Dal Forno (Ivrea) |

|              |           |           |
| Provitali 7’ | Marcatori | 1’ Cerone |

| Trieste 3 giugno 1990 38ª giornata | Triestina      | 0 – 0 | Cosenza | Stadio Giuseppe Grezar\| Arbitro: \| Bruni (Arezzo) \| |
| Arbitro:                           | Bruni (Arezzo) |       |         |                                                        |

### Coppa Italia

#### Primo turno
| Arbitro: | Stafoggia (Pesaro) |

|                           |           |  |
| B. Giordano 35’ Luppi 65’ | Marcatori |  |